# ベイ級フリゲート
ベイ級フリゲート（ベイきゅうフリゲート、英語: Bay-class frigate）は、イギリス海軍のフリゲートの艦級。ロック級をもとに、対潜兵器と引き換えに対空兵器を強化した防空艦仕様の派生型である。

## 来歴
第二次世界大戦の勃発に伴う護衛艦のニーズ増大に対応するため、イギリス海軍は、戦前から建造されていたブラックスワン級スループやハント級駆逐艦に加えて、まず沿岸護衛艦としてフラワー級コルベット、ついで航洋護衛艦としてリバー級フリゲート、これを元に急速大量建造に対応したロック級フリゲートと、戦時量産に対応した護衛艦の建造を進めてきた。
1943年3月1日の将来建艦委員会（Future Building Committee）において、戦術・幕僚業務課長（Director of Tactical and Staff Duties Division, DTSD）は、対日戦への投入を想定して、リバー級とロック級を防空艦に改装する計画の立案を指示された。極東では、潜水艦の脅威に対しては既存の護衛艦で十分に対処できると見積もられていた一方、経空脅威への対処は不十分と考えられたためである。
1943年4月26日には幕僚要求事項（TSD 2546/43）が作成されたが、その後も検討が重ねられ、1944年6月、ロック級を元にした改設計案（TSD 3122/44）として認可された。1944年5月には、すでに発注済だったロック級30隻を防空艦に変更するよう発注がなされた。これによって建造されたのが本級である。

## 設計
上記の経緯より、基本設計はロック級とほぼ同一となっており、実際、必要時にはロック級と同様の対潜艦として再改装できるように配慮されていた。ただしレーダー関連の機器室がスペースを取るため、上部構造物は拡大されている。
レーダーとしては、早期警戒用の291型レーダーと目標捕捉用の293型レーダーが搭載されている。293型レーダーの搭載に伴い、これで捕捉した目標情報を射撃指揮に直接活用するためのTIU-2の専用区画としてTIR（Target Indication Room）が設置された。レーダーピケット艦を兼任することも検討されたものの、航空管制室（Aircraft Direction Room）を設ける余地がなかったため断念された。
砲熕兵器としては、当初計画ではレーダー管制式の56口径40mm連装機銃を主兵装とすることが検討されていたが、新型の信管調定機を付した4インチ砲のほうが優れていると判断され、艦首尾に45口径10.2cm砲（QF 4インチ砲Mk.XVI）を連装高角砲架Mk.XIXと組み合わせて1基ずつ配することとなった。射撃指揮装置としては、285型レーダー装備のMk.VI測距方位盤と、対水上用のAFCC射撃盤が搭載された。なおこの測距方位盤はスループ向けとして開発されたものであり、艦隊駆逐艦向けのMk.VI両用方位盤との技術的な関連はない。
またこれを補完する高角機銃としては56口径40mm連装機銃2基が搭載されたほか、例えば「エサード・ベイ」ではこれに加えて56口径40mm単装機銃2基と70口径20mm単装機銃2基を搭載した。なお70口径20mm単装機銃の搭載数は2基から6基までの幅があり、また40mm単装機銃を搭載していない場合は8基を搭載した艦もあった。
対潜兵器としては、ロック級では新開発のスキッド対潜迫撃砲が搭載されていたのに対し、本級ではリバー級と同じヘッジホッグ対潜迫撃砲に差し戻された。ただし弾薬搭載量は10斉射分に増加している。また在来型の爆雷は、爆雷投射機4基と爆雷投下軌条2条、合計搭載数50発とされた。

## 同型艦一覧
| 艦名                                        | 進水           | その後 |
| ------------------------------------------- | -------------- | --- |
| ビッグベリー・ベイ HMS Bigbury Bay          | 1944年11月16日 | 1959年、ポルトガル海軍「パチェーコ・ペレイラ」として再就役、1970年解体                                                                  |
| バーグヘッド・ベイ HMS Burghead Bay         | 1945年3月3日   | 1959年、ポルトガル海軍「アルヴァレス・カブラル」として再就役、1971年退役                                                                |
| カーディガン・ベイ HMS Cardigan Bay         | 1944年12月28日 | 1962年解体 |
| カーナーボン・ベイ HMS Carnarvon Bay        | 1945年3月15日  | 1959年解体 |
| カウサンド・ベイ HMS Cawsand Bay            | 1945年2月26日  | 1959年解体 |
| エナード・ベイ HMS Enard Bay                | 1944年10月31日 | 1957年解体 |
| ラルゴ・ベイ HMS Largo Bay                  | 1944年10月3日  | 1958年解体 |
| モーカム・ベイ HMS Morecambe Bay            | 1944年11月1日  | 1961年、ポルトガル海軍「ドン・フランシスコ・デ・アルメイダ」として再就役、1970年解体                                                    |
| マウンツ・ベイ HMS Mounts Bay               | 1945年6月8日   | 1961年、ポルトガル海軍「ヴァスコ・ダ・ガマ」として再就役、1971年解体                                                                    |
| パドストウ・ベイ HMS Padstow Bay            | 1945年8月24日  | 1959年解体 |
| ポーロック・ベイ HMS Porlock Bay            | 1945年6月14日  | 1964年、フィンランド海軍「マッティ・クルキ」として再就役、1975年解体                                                                    |
| セント・オーステル・ベイ HMS St Austell Bay | 1944年11月18日 | 1959年解体 |
| セント・ブライズ・ベイ HMS St Brides Bay    | 1945年1月16日  | 1962年解体 |
| スタート・ベイ HMS Start Bay                | 1945年2月15日  | 1958年解体 |
| トレマドグ・ベイ HMS Tremadoc Bay           | 1945年3月29日  | 1959年解体 |
| ヴェリアン・ベイ HMS Veryan Bay             | 1944年11月11日 | 1959年解体 |
| ホワイトサンド・ベイ HMS Whitesand Bay      | 1944年12月16日 | 1956年解体 |
| ワイドマウス・ベイ HMS Widemouth Bay        | 1945年10月19日 | 1957年解体 |
| ウィグタウン・ベイ HMS Wigtown Bay          | 1945年4月26日  | 1959年解体 |
| ダンドラム・ベイ HMS Dundrum Bay            | 1945年7月10日  | 通報艦「アラート」として1946年10月24日竣工、1971年解体。                                                                                |
| ジェランス・ベイ HMS Gerrans Bay            | 1945年3月14日  | 通報艦「サプライズ」として1946年9月7日竣工、1965年解体。                                                                                |
| ペグウェル・ベイ HMS Pegwell Bay            | 1945年9月24日  | 海洋観測艦「クック」として1950年6月竣工、1968年解体。                                                                                   |
| ルース・ベイ HMS Luce Bay                   | 1945年4月12日  | 海洋観測艦「ダルリンプル」として1948年2月10日就役。 1966年3月、ポルトガル海軍「アフォンソ・デ・アルブケルケ」として再就役、1983年退役。 |
| ハーン・ベイ HMS Herne Bay                  | 1945年5月15日  | 海洋観測艦「ダンピア」として1948年5月就役、1968年解体。                                                                                 |
| サーソー・ベイ HMS Thurso Bay               | 1945年10月19日 | 海洋観測艦「オーエン」として1949年8月就役、1970年解体。                                                                                 |